# جيري ييتس
جيري ييتس (بالإنجليزية: Jerry Yates) هو لاعب كرة قدم بريطاني، ولد في 10 نوفمبر 1996 في دونكاستر في المملكة المتحدة. لعب مع نادي روذرهام يونايتد ونادي هاروجيت تاون.

## وصلات خارجية
- جيري ييتس على موقع قاعدة بيانات كرة القدم.إي يو (الإنجليزية)
- جيري ييتس على موقع Soccerbase.com (لاعب) (الإنجليزية)
- جيري ييتس على موقع عالم كرة القدم.نت (الإنجليزية)